# Wesselényi Polixéna

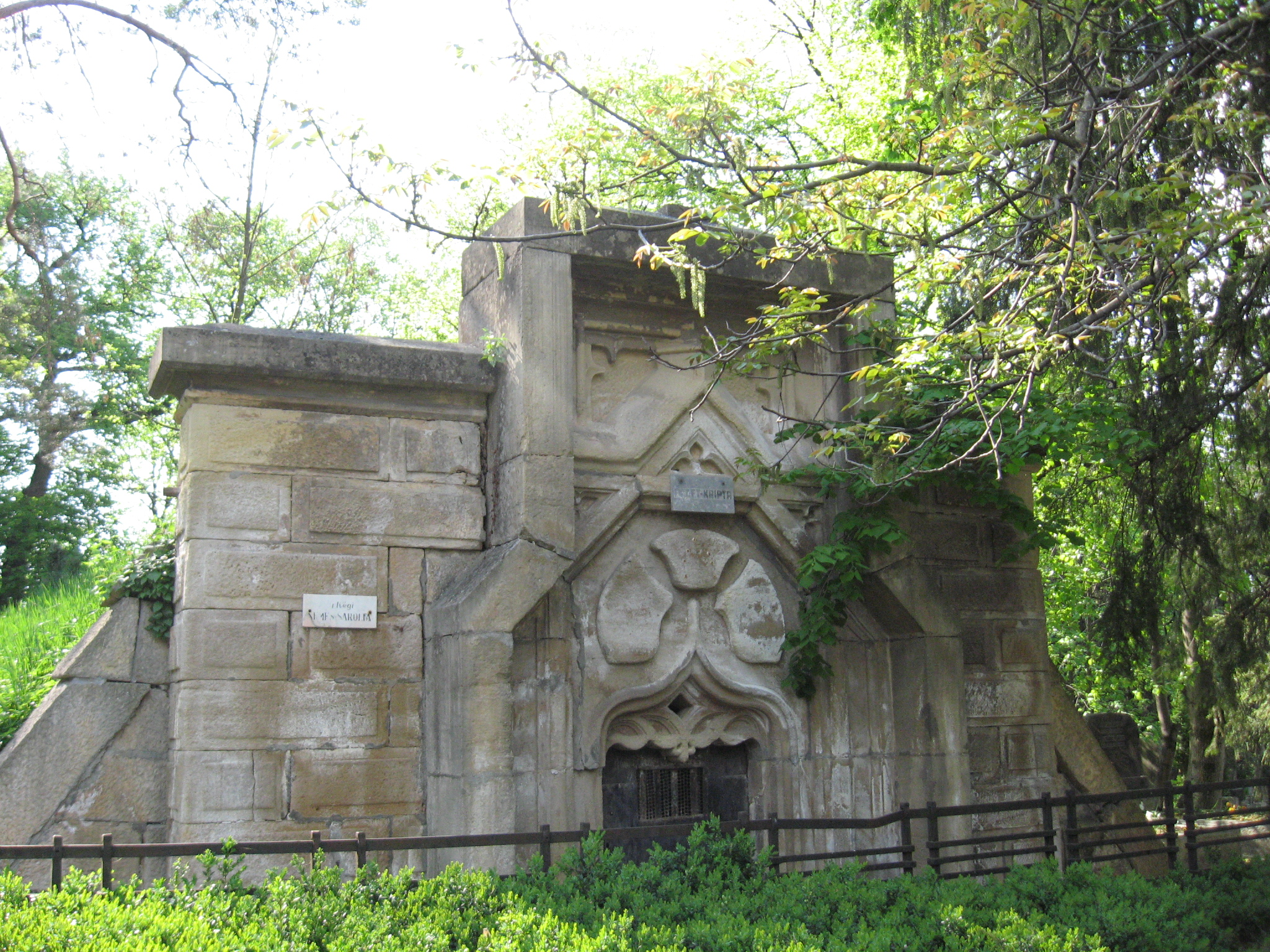
Sírboltja a Házsongárdi temetőben

Hadadi Wesselényi Polixéna (1801 – Aranyosgyéres, 1878. szeptember 1.) erdélyi bárónő, az első nő, aki magyar nyelven útleírást írt, Paget János felesége.

## Életpályája
Wesselényi Polixéna Wesselényi Miklós  másodfokú unokahúga, Wesselényi József báró és Kendeffy Mária grófnő leánya volt. Első férje, Bánffy László az erdélyi ellenzéki politika vezéralakjai közé tartozott. Első házasságából egy leánya született, Jozefa, a későbbi gróf bethleni Bethlen Sándorné.
Házasságának válsága miatt 1835-ben majdnem egy évig tartó külföldi útra szánta el magát. Útleírását később Olaszhoni és schweizi utazások címmel jelentette meg 1842-ben Kolozsváron. 1835-ben Rómában ismerkedett meg  John Paget angol orvossal, akivel hosszabb ideig Angliában és Franciaországban utazgatott. Hazatérte után elvált férjétől, és hozzáment John Pagethez, aki felesége sugallatára könyvet írt erdélyi és magyarországi útjáról (Hungary and Transsylvania). Kolozsváron telepedtek le, Aranyosgyéresen töltötték a nyarakat, ahol férje mintagazdaságot hozott létre. 1841-ben ikergyermekeket szült, két fiút, akik azonban fiatalon meghaltak (egyik még gyermekkorban, a másik huszonévesen).
Férje forradalmi tevékenysége miatt 1849-ben el kellett hagyniuk az országot, és csak 1855-ben térhettek vissza Kolozsvárra. Férje tevékeny közéleti tevékenységet folytatott, ő azonban nem folytatta írói munkásságát.
1878-ban halt meg Kolozsváron. A Házsongárdi temető lutheránus részében lévő Paget-kriptában nyugszik férjével együtt.

## Műve
- Olaszhoni és schweizi utazás 1842, MEK

## Emlékezete
- Polixéna és John – Kettős portré háttérrel (dokumentumfilm, rendezte Kovács András), 2007